# Raymond Dominique Carrerot
Raymond Dominique Carrerot OP (* 1. Juni 1863 in Pamiers, Frankreich; † 14. Dezember 1933) war ein französischer Ordensgeistlicher und römisch-katholischer Bischof von Porto Nacional in Brasilien.

## Leben
Raymond Dominique Carrerot trat der Ordensgemeinschaft der Dominikaner bei und empfing am 1. September 1886 das Sakrament der Priesterweihe.
Am 26. August 1912 ernannte ihn Papst Pius X. zum Titularbischof von Verinopolis und zum ersten Prälaten von Santíssima Conceição do Araguaia. Der Erzbischof von Toulouse, Jean-Augustin Germain, spendete ihm am 10. Oktober desselben Jahres die Bischofsweihe; Mitkonsekratoren waren der Bischof von Agen, Charles-Paul Sagot du Vauroux, und der Bischof von Pamiers, Martin-Jérôme Izart.
Papst Benedikt XV. bestellte ihn am 3. Juli 1920 zum Bischof von Porto Nacional. Nachdem sein ernannter Vorgänger zurückgetreten war, ohne die Bischofsweihe empfangen zu haben, war er fast fünf Jahre nach der Errichtung des Bistums dessen erster eigentlicher Bischof.